# Vladimir Fokin
Vladimir Fokin (russisk: Влади́мир Петро́вич Фо́кин) (født 8. september 1945 i Kharkiv i Sovjetunionen) er en sovjetisk filminstruktør, manuskriptforfatter og skuespiller.

## Filmografi
- Sysjjik (Сыщик, 1979)[2][3]
- Aleksandr malenkij (Александр маленький, 1981)
- Dom dlja bogatykh (Дом для богатых, 2000)
- Niotkuda s ljubovju, ili Vesjolyje pokhorony (Ниоткуда с любовью, или Весёлые похороны, 2007)